# 중지미수
| |
| 형법 刑法 |
| 형법학 · 범죄 · 형벌 죄형법정주의 |
| 범죄론 |
| 구성요건 · 실행행위 · 부작위범 간접정범 · 미수범 · 기수범 · 중지범 불능범 · 상당인과관계 고의 · 고의범 · 착오 과실 · 과실범 공범 · 정범 · 공동정범 공모공동정범 · 교사범 · 방조범 |
| 항변 |
| 위법성조각사유 · 위법성 · 책임 · 책임주의 책임능력 · 심신상실 · 심신미약 · 정당행위 · 정당방위 · 긴급피난 · 오상방위 · 과잉방위 · 강요된 행위                                     |
| 죄수 |
| 상상적 경합 · 연속범 · 병합죄 |
| 형벌론 |
| 사형 · 징역 · 금고 벌금 · 구류 · 과료 · 몰수 법정형 · 처단형 · 선고형 자수 · 작량감경 · 집행유예                                                                                  |
| 대인범죄 |
| 폭행죄 · 상해치사죄 · 절도죄 |
| 성범죄 · 성매매알선 · 강간죄 |
| 유괴 · 과실치사상죄 · 살인죄 |
| 대물범죄 |
| 손괴죄 · 방화죄 |
| 절도죄 · 강도죄 · 사기죄 |
| 사법절차 방해죄 |
| 공무집행방해죄 · 뇌물죄 |
| 위증죄 · 배임죄 |
| 미완의 범죄 |
| 시도 · 모의 · 공모 |
| 형법적 항변 |
| 자동증, 음주 & 착오 |
| 정신 이상 · 한정책임능력 |
| 강박 · 필요 |
| 도발 · 정당방위 |
| 다른 7법 영역 |
| 헌법 · 민법 · 형법 |
| 민사소송법 · 형사소송법 · 행정법 |
| 포털: 법 · 법철학 · 형사정책 |
| v • d • e • h |

중지미수 (中止未遂, 독일어: freiwilliger Rücktritt von Versuch)란 범죄의 실행에 착수한 자가 그 범죄가 완성되기 전에 자의로 그 행위를 중지하거나 그 행위로 인한 결과 발생을 방지한 경우를 뜻한다. 대한민국 형법은 중지미수를 범죄의 실행에 착수한 자가 범죄 완성 전에 자기 의사로써 행위를 중지하거나(착수중지), 결과의 발생을 방지하는(실행중지) 경우(형법 제26조)로 정의하고 있다.

## 예
- 살인의 의사로 교살을 시도하다가 마음을 바꾸어 행위를 중지한다든지 독약을 먹인 후에 해독제를 투여하여 살린 경우 등이 있다.
- 피고인이 강간을 할 수 있었음에도 피해자의 간곡한 부탁에 따라 중단한 경우 중지미수가 된다.

## 학설
- 감면의 근거

1. 형사정책설
2. 법률설
3. 결합설
4. 보상설
5. 형벌목적설

- 자의성의 의미

1. 객관설
2. 주관설
3. 프랑크의 공식: 할 수 있었음에도 불구하고 하기를 원하지 않아서 중지한 경우에는 중지미수이고, 하려고 하였으나 할 수 없어서 중지한 경우에는 장애미수라는 견해이다.
4. 절충설
5. 보상설

## 효과
대한민국 형법은 중지미수에 대해 필요적 감면을, 독일 형법은 불가벌의 태도를 취하고 있다. 이러한 이유로 독일 판례는 자의성의 의미를 비이성적인 이유로 인한 범행의 중지로 파악하여 그 범위를 좁게 본다. 대한민국의 판례는 사회통념상 장애사유의 여부로 판단하여 독일 판례보다는 넓게 보고 있다.

## 관대한 처벌의 근거
형법은 중지미수를 장애미수 및 불능미수와 비교하여 가장 경하게 처벌한다. 즉, 장애미수는 형의 임의적 감경, 불능미수는 형의 임의적 감면으로 취급됨에 반하여, 중지미수는 형을 필요적으로 감면하는 것이다.

## 판례

### 중지미수의 정의
- 범죄의 실행행위에 착수하고 그 범죄가 완수되기 전에 자기의 자유로운 의사에 따라 범죄의 실행행위를 중지한 경우에 그 중지가 일반 사회통념상 범죄를 완수함에 장애가 되는 사정에 의한 것이 아니라면 이는 중지미수에 해당한다.[1]. 중지미수는 장애미수와 대칭되는 개념이나 중지미수와 장애미수를 구분하는데 있어서는 범죄의 미수가 자의에 의한 중지이냐 또는 어떤 장애에 의한 미수이냐에 따라 가려야 하고 특히 자의에 의한 중지중에서도 일반사회통념상 장애에 의한 미수라고 보여지는 경우를 제외한 것을 중지미수이다.[2] 다른 공범자의 범행을 중지케 한 바 없으면 범의를 철회하여도 중지미수가 될 수 없다.[3]

### 자의성 긍정
- 甲은 乙과 함께 丙이 경영하는 사무실의 금품을 절취하기로 공모한 후 甲은 그 부근 포장마차에 있고 乙은 사무실의 열려진 출입문을 통하여 안으로 들어가 물건을 물색하고 있는 동안 甲은 자신의 범행전력 등을 생각하여 가책을 느낀 나머지 丙에게 乙의 침입사실을 알려 丙과 함께 乙을 체포한 경우, 甲에게 특수절도의 중지미수가 적용된다.[4]
- 피고인이 피해자를 강간하려다가 피해자의 다음 번에 만나 친해지면 응해 주겠다는 취지의 간곡한 부탁으로 인하여 그 목적을 이루지 못한 후 피해자를 자신의 차에 태워 집에까지 데려다 주었다면 피고인은 자의로 피해자에 대한 강간행위를 중지한 것이고 피해자의 다음에 만나 친해지면 응해 주겠다는 취지의 간곡한 부탁은 사회통념상 범죄실행에 대한 장애라고 여겨지지는 아니하므로 피고인의 행위는 중지미수에 해당한다[5]

### 자의성 부정
- 甲이 기밀탐지 임무를 부여받고 대한민국에 입국하여 기밀을 탐지 수집 중 경찰관이 甲의 행적을 탐문하고 갔다는 말을 전해 듣고 지령사항 수행을 보류하고 있던 중 체포된 경우, 자의성이 인정되지 않는다.[6]
- 甲은 乙과 대지를 공유하는 자로서 乙의 승낙을 받지 않고 공유대지를 담보에 제공하고 가등기를 경료하였다가 그 후 가등기를 말소하였다.[7]
- 피고인 갑, 을, 병이 강도행위를 하던 중 피고인 갑, 을은 피해자를 강간하려고 작은 방으로 끌고가 팬티를 강제로 벗기고 음부를 만지던 중 피해자가 수술한 지 얼마 안되어 배가 아프다면서 애원하는 바람에 그 뜻을 이루지 못하였다면, 강도행위의 계속 중 이미 공포상태에 빠진 피해자를 강간하려고 한 이상 강간의 실행에 착수한 것이고, 피고인들이 간음행위를 중단한 것은 피해자를 불쌍히 여겨서가 아니라 피해자의 신체조건상 강간을 하기에 지장이 있다고 본 데에 기인한 것이므로, 이는 일반의 경험상 강간행위를 수행함에 장애가 되는 외부적 사정에 의하여 범행을 중지한 것에 지나지 않는 것으로서 중지범의 요건인 자의성을 결여하였다.[8]
- 피해자를 살해하려고 그의 가슴을 칼로 수회 찔렀으나, 가슴 부위에서 많은 피가 흘러나오는 것을 발견하고 겁을 먹고 그만둔 경우 자의에 의한 중지미수라고 볼 수 없다[9].

### 중지미수 부정
- 원료불량으로 인한 제조상의 애로, 제품의 판로문제, 범행 탄로시의 처벌공포, 원심 상 피고인의 포악성 등으로 인하여 히로뽕 제조를 단념한 경우, 그와 같은 사정이 있었다는 것만으로서는 이를 중지미수라 할 수 없다.[10]
- 甲과 乙은 피해자를 텐트 안으로 끌고 가 차례로 성관계를 하기로 하고, 甲이 텐트 밖에서 망을 보는 사이 乙은 피해자의 반항을 억압한 후 강간하였고, 이어 甲이 텐트 안으로 들어가 피해자를 강간하려 하였으나 피해자가 반항을 하며 강간을 하지 말아 달라고 사정을 하여 강간을 하지 않았다면 공동피고인이 피고인과의 공모하에 강간행위에 나아간 이상 비록 피고인이 강간행위에 나아가지 않았다 하더라도 중지미수에 해당하지 않는다[11]

### 중지미수 긍정

#### 미수죄와 기수죄의 경합
- 피고인이 미성년자를 유인하여 금원을 취득할 마음을 먹고 甲으로 하여금 피해자 丙을 유인토록 하였으나 동인의 거절로 미수에 그치고, 같은 달 2차에 걸쳐 다시 피해자 丙을 유인하였으나 마음이 약해져 각 실행을 중지하여 미수에 그치고, 다음 달 드디어 피해자 丙을 인치, 살해하고 금원을 요구하는 내용의 협박편지를 피해자 丙의 부모에게 전달하여 그 부모로부터 재물을 취득하려 했다면, 이를 각 미수죄와 기수죄의 경합범으로 처벌할 것이다[12]

## 같이 보기
- 장애미수
- 실행의 착수
- 미수
- 대한민국 형법 제26조

## 참고 문헌
- 손동권, 『체계적 형법연습』, 율곡출판사, 2005. (ISBN 8985177915)
- 최준혁, 『중지미수의 이론 』, 경인문화사, 2008.  (ISBN 9788949904986)